# Décio Randazo Teixeira
Décio Randazo Teixeira, conosciuto semplicemente come Décio Teixeira (Belo Horizonte, 28 dicembre 1941 – 28 ottobre 2000), è stato un calciatore brasiliano, di ruolo difensore.

## Carriera

### Club
Dal 1960 al 1962 fu nella rosa dell'América di Belo Horizonte. Nel 1963 passa all'Atlético Mineiro, rimanendovi sino al 1969. Durante la sua militanza con gli Alvinegro vinse un Campionato Mineiro.

### Nazionale
Fu tra i selezionati per partecipare al torneo calcistico dei Giochi della XVIII Olimpiade, ove giocò due incontri del girone eliminatorio della nazionale verde-oro, non riuscendo a passare alla fase ad eliminazione diretta.
Décio Teixeira giocò anche un incontro con la nazionale maggiore del Brasile nel 1968.

#### Cronologia presenze e reti nella Nazionale Olimpica
| Cronologia completa delle presenze e delle reti in nazionale ― Brasile Olimpica | Cronologia completa delle presenze e delle reti in nazionale ― Brasile Olimpica | Cronologia completa delle presenze e delle reti in nazionale ― Brasile Olimpica | Cronologia completa delle presenze e delle reti in nazionale ― Brasile Olimpica | Cronologia completa delle presenze e delle reti in nazionale ― Brasile Olimpica | Cronologia completa delle presenze e delle reti in nazionale ― Brasile Olimpica | Cronologia completa delle presenze e delle reti in nazionale ― Brasile Olimpica | Cronologia completa delle presenze e delle reti in nazionale ― Brasile Olimpica |
| Data                                                                            | Città                                                                           | In casa                                                                         | Risultato                                                                       | Ospiti                                                                          | Competizione                                                                    | Reti                                                                            | Note                                                                            |
| ------------------------------------------------------------------------------- | ------------------------------------------------------------------------------- | ------------------------------------------------------------------------------- | ------------------------------------------------------------------------------- | ------------------------------------------------------------------------------- | ------------------------------------------------------------------------------- | ------------------------------------------------------------------------------- | ------------------------------------------------------------------------------- |
| 26-8-1960                                                                       | Livorno                                                                         | Brasile olimpica                                                                | 4 – 3                                                                           | Regno Unito olimpica                                                            | Olimpiadi 1960                                                                  | -                                                                               |                                                                                 |
| 1-9-1960                                                                        | Firenze                                                                         | Italia olimpica                                                                 | 1 – 0                                                                           | Brasile olimpica                                                                | Olimpiadi 1960                                                                  | -                                                                               |                                                                                 |
| Totale                                                                          |                                                                                 | Presenze                                                                        | 2                                                                               |                                                                                 | Reti                                                                            | 0                                                                               |                                                                                 |

## Palmarès
- Campionato Carioca: 1

Atletico Mineiro: 1963